# 姬莉·哈泽尔
姬莉·哈泽尔（英文名：Keeley Hazell，1986年9月18日—）是一名英國女演員和模特兒。

## 人物简介

### 早年
哈泽尔年出生于英国伦敦郊区的刘易舍姆，在格罗夫帕克长大，就讀於布罗姆利的Ravensbourne School。她母亲是一个餐馆服务员，她父亲是一个窗户装饰工，兩人在哈澤爾13歲時離異。

### 成年生活
自2006年11月起，哈澤爾住進倫敦多克蘭（London Docklands）的公寓。
2006年1月，哈澤爾登上頭版，媒體報導切爾西足球俱樂部中場明星喬·科爾在哈澤爾住家所舉行的派對中被痛毆。同年3月，她在《太陽報》否認關於這次事件的所有謠言。

## 職業生涯

### 模特兒
哈澤爾16歲時離開學校，開始從事髮型設計師的工作。工作同事說服她去嘗試模特兒工作。17歲時，她參加並贏得《每日星報》（Daily Star）的「尋找海灘寶貝」比賽。此時的哈澤爾由於太過年輕還無法登上第三版，因此她前往刘易舍姆学院學習時尚。之後，朋友告知《太陽報》將舉行三版偶像比賽。儘管一開始哈澤爾對於參加比賽感到猶豫，但依然將照片寄給製作單位。2004年12月，哈澤爾獲選為冠軍。她所獲得的獎品有價值一萬英鎊的「性感服裝」和「Rex Cinema + Bar 的一年份會員」，並與《太陽報》簽下一年專屬魅力模特兒合約。
哈澤爾定期出現在《Zoo》雜誌，並且至少每兩週一次出現在《太陽報》。她成為《太陽報》2006年和2007年三版月曆封面女郎，2007年版本的銷售量在發行數天後就超越三萬份。2008年4月，哈澤爾離開《Zoo》，轉而向其競爭對手《Nuts》簽下專屬合約。
2008年，哈澤爾和經紀人金尼·梅特里克（Ginny Mettrick）成立模特兒經紀公司「Muse Management」。

### 其他媒體演出
哈澤爾是索尼電腦娛樂在PS2、PSP上所發行的遊戲《Formula One 06》和PS3《Formula One Championship Edition》的封面人物。她目前是 PS3 遊戲《摩托風暴：太平洋裂縫》的封面人物。
哈澤爾在《愛情回水》（Cashback）中客串一位小角色。曾有製作人邀請她參與演出改編自影集《海灘遊俠》的電影。
2007年至2008年，哈澤爾與資訊科技專家加里·施瓦茨（Gary Schwartz）共同演出一個線上節目《Byte Me TV》，試著以簡單易懂的方式解釋科技。
2008年，哈澤爾演出英國廣播公司第三頻道（BBC Three）的紀錄片《Page Three Teens》。
同年，她發行流行音樂單曲《Voyeur》。

## 環境保護與慈善工作
2006年12月，哈澤爾因在《太陽報》的運動而被保守黨稱為「環境英雄」，該運動提出了一些有助於環境保護的小技巧，像是做愛時關燈和使用數位相機。其他被提名者有大衛·艾登伯祿、查爾斯王子和阿諾·史瓦辛格。
哈澤爾已表達對大型乳癌慈善機構「突破乳癌」（Breakthrough Breast Cancer）的支持。這項被稱為TALK TLC （页面存档备份，存于）的活動致力於宣傳乳癌的前兆與症狀。她也參與了乳癌研究計畫「突破世代研究」（Breakthrough Generations Study）。該計畫參加女性高達100,000名，時間長達40年，目標將成為乳癌最大且最廣的研究計畫。

## 所获荣誉
- 2004年，《太阳报》三版女郎冠军。
- 2005年，《Loaded》100位女性排行17位。
- 《Zoo》评选英国最性感的10个模特排行第一位。
- 2005年，《Zoo》评选为100个性感身材第一位。
- 2006年，再获《太阳报》三版女郎称号。
- 2006年，《男人帮》投票评选为最受欢迎的三版女郎。
- 2006年，《男人帮》评为“世界100个性感女人”第二位。
- 《太阳报》「宝贝杯」冠军。
- 2006年，《Zoo》选为「世界100个性感身材」第一名。
- 2006年，英国调查评为最受欢迎的名人。
- 2007年，《AskMen》评为“最佳99个理想配偶”19名。
- 2007年，《男人帮》评为“50个最佳女人”第9名。
- 2007年，《男人帮》评为“世界100个性感女人”第二名。
- 2008年，《男人帮》评为“世界100个性感女人”第三名。
- 2008年，《无敌宝贝》评为第二名。
- 2009年，《AskMen》评为“最佳99个理想配偶”第四名。
- 2009年，《男人帮》评为“世界100个性感女人”第五名。
- 2010年，《男人帮》评为“世界100个性感女人”第五名。
- 2012年，《男人帮》评为“世界100个性感女人”第八名。[17][18]
- 2013年，《男人帮》评为“世界100个性感女人”第21名。[17]

### 資料來源
- , 《Zoo》, 2005-09-02
- , 《Arena（英语：Arena (magazine)）》, 2007-1
- Coan, Lee, , 《FHM》, 2005-9: 74-80頁
- , 《3zine》, 2005-10
- , 《Zoo》, 2006-10-06
- , 《Zoo》, 2005-12-16

## 外部連結
- 官方網站 （页面存档备份，存于）
- 姬麗·哈澤爾在互联网电影资料库（IMDb）上的資料（英文）
- Keeley Hazell的MySpace主頁